# Istočnoanadolski rasjed
Istočnoanadolski rasjed je glavna zona sklizanja u istočnoj Turskoj. Ona tvori transformni rasjed između Anadolske ploče i Arapske ploče koja se kreće prema sjeveru. Razlika u relativnim gibanjima dviju ploča očituje se u lijevom bočnom gibanju duž rasjeda. Istočni i sjevernoanadolski rasjedi posljedica su pomicanja Anadolske ploče koja je istisnuta stalnim sudarom s Euroazijskom pločom, prema zapadu.
Istočnoanadolski rasjed ide u smjeru sjeveroistoka, počevši od trojnog spoja Maras na sjevernom kraju transformnog rasjeda Mrtvog mora i završava na trojnom spoju Karliova gdje se susreće sa Sjevernoanadolskim rasjedom.

## Seizmička aktivnost
Od 1939. do 1999. niz potresa napredovao je prema zapadu duž Sjevernoanadolskog rasjeda. Ali od 1998. zaredao je niz potresa na istočno-anadolskom rasjedu. Oni su započeli potresom u Adani i Ceyhanu 1998. i uključuju potres u Bingölu 2003., potres u Elâzığu 2010., potres u Elazığu 2020. i potres u Turskoj i Siriji 2023. godine.